# Abri du Facteur
L'abri du Facteur, ou abri de la Forêt, est un abri sous roche et un site préhistorique du Paléolithique supérieur, situé dans la commune de Tursac, dans la vallée de la Vézère, en Dordogne, en Nouvelle-Aquitaine.

## Situation
C'est aussi sur la commune de Tursac que se situe l'abri de la Madeleine, qui a donné son nom au Magdalénien.

## Historique
Élie Peyrony a mené des fouilles à l'abri du Facteur en 1933 et Henri Delporte de 1955 à 1960. 

## Description
Creusé à mi-hauteur de la falaise, l'abri du Facteur s'ouvre vers le nord-nord-ouest. Il est long d'une quinzaine de mètres. Sa profondeur varie de 6 à 8 mètres, et sa hauteur est de 5 à 6 mètres.

## Vestiges
Les fouilles ont livré de nombreux vestiges lithiques datés de l'Aurignacien et du Gravettien. L'industrie lithique aurignacienne est surtout représentée par des grattoirs et des lames retouchées. Elle est complétée par quelques pièces à encoche et denticulées et par un faible nombre de burins. Les niveaux aurignaciens ont aussi livré une industrie osseuse. L'industrie lithique gravettienne est caractérisée par un très grand nombre de burins, de nombreuses pièces retouchées, parmi lesquelles des grattoirs, et quelques lames à dos.
On a découvert en 1959 une vénus paléolithique, appelée « Vénus de Tursac », dans les niveaux gravettiens. Façonnée dans un galet de calcite, elle est haute de 8 cm et dépourvue de tête, avec une forme stylisée typique de cette période.

## Protection
L'abri du Facteur est classé monument historique depuis 1930.

## Conservation
Les vestiges archéologiques trouvés au cours des fouilles sont conservés au Musée national de Préhistoire des Eyzies.